# 賽倫灣
賽倫灣（英語：Siren Bay），是南極洲的海灣，位於維多利亞地的彭內爾海岸，處於希普利冰川終點，由英國探險隊繪入地圖，現時由南極條約體系管理。

## 外部連結
- 本条目引用的公有领域材料来自美国地质调查局的文档 《賽倫灣》 （資料來自地名信息系统）。

71°22′S 169°15′E / 71.367°S 169.250°E